# Karine Dubouchet
 (juin 2022).
Si vous disposez d'ouvrages ou d'articles de référence ou si vous connaissez des sites web de qualité traitant du thème abordé ici, merci de compléter l'article en donnant les références utiles à sa vérifiabilité et en les liant à la section « Notes et références ».
Pour les articles homonymes, voir Dubouchet.
Karine Dubouchet, ou encore Karine Dubouchet-Revol, née le 6 décembre 1971, est une skieuse de vitesse française et une femme politique. Elle a notamment été championne du monde en 1996, 1997, 1998, 2001 et 2009. Elle est, depuis mai 2020, adjointe au maire d'Aix-les-Bains déléguée aux sports.

## Titres
- 1996 – Championne du monde de ski de vitesse
- 1997 – Championne du monde de ski de vitesse
- 1998 – Championne du monde de ski de vitesse
- 1999 – Championne du monde de ski de vitesse
- 2001 – Championne du monde de ski de vitesse
- 2002 – Vainqueur de la Coupe du monde de ski de vitesse 2002
- 2009 – Championne du monde à Vars (France)[1]
- 2011 – Championne du monde de ski de vitesse
- 2013 – Championne du monde de ski de vitesse
- 2013 – Troisième des championnats du monde de ski de vitesse
- 2017 – Vice-championne du monde de ski de vitesse

Championne de France en 1996, 1997, 1998, 1999, 2001, 2011, 2012, 2013.

## Records
- En 1999 : 5e record du monde avec une vitesse de 242,26 km/h.